# Маркетингова діяльність бібліотек
Бібліотечний маркетинг — система різних видів діяльності бібліотеки, пов’язаних між собою і охоплюючих планування, ціноутворення, продаж, доставку товарів та надання послуг, в яких є потреба у реальних та потенційних користувачів. Маркетинг повинен пронизувати всю діяльність бібліотеки тому, що він починається з користувача і закінчується користувачем.  [Архівовано 26 березня 2014 у Wayback Machine.]
Маркетинг дозволяє: 
- організовувати роботу на основі запиту користувача, формувати та стимулювати попит,отримувати прибутки за рахунок надання деяких послуг за плату;
- змінити стереотипи щодо бібліотеки як консервативної установи, бо маркетинг вимагає постійного аналізу та введення інновацій, щоб вижити серед конкурентів;
- зберегти або навіть збільшити штат бібліотеки, щоб задовольнити зростаючі потреби і запити користувачів;
- підняти престиж бібліотеки.
- залучити нових користувачів.

## Види маркетингової діяльності бібліотек
У маркетинговій теорії існує два види маркетингу: комерційний і некомерційний. Метою комерційного бібліотечного маркетингу є отримання додаткової фінансової підтримки для бібліотеки, у тому числі доходу від комерційної діяльності бібліотеки (платні послуги, продаж інтелектуальних продуктів бібліотеки, збір коштів (фандрейзинг) тощо. 
Некомерційний бібліотечний маркетинг може здійснюватися у таких напрямках (Ф. Котлер): 
1. Організаційний бібліотечний маркетинг – створення і підтримка позитивного іміджу бібліотеки,пояснення ролі бібліотеки в суспільстві, її значення і цінності.
2. Маркетинг бібліотечного персоналу – підтримка бібліотечного управління та бібліотечних фахівців для зростання престижу професії.
3. Маркетинг ідей – участь бібліотеки у створенні та обміні соціальними ідеями та інноваціями,винахід і застосування інноваційних ідей.
4. Маркетинг товарів і послуг – розробка та впровадження бібліотечних продуктів і послуг для користувачів.
5. Маркетинг місць і територій – підтримка або зміна ставлення користувача до конкретної бібліотеки, її будівлі та приміщення.

Маркетингова діяльність бібліотеки заснована на принципі створення продуктів і послуг, які користуються попитом у користувачів бібліотеки.  

## Функції маркетингової діяльності
- інформаційна;
- переконуюча;
- заохочуюча;
- та, що призводить до вищого рівня задоволеності користувачів.

## Використані джерела
- Сучасні інструменти бібліотечної реклами і маркетингу [Архівовано 26 березня 2014 у Wayback Machine.]
- Башун О.В. «Вплив маркетингу і фандрейзингу на трансформацію бібліотек»